# Madinat Hamad
Madinat Hamad (Arabisch: مدينة حمد; Madīnat H̨amad; "stad van Hamad") is een stad in het gouvernement (muhafazah) Noord (ash-Shamaliyah) van de eilandenstaat Bahrein in de Perzische Golf. Met 52.718 inwoners (volkstelling 2001) is het de vierde stad van het land. Tot 1991 vormde het onderdeel van de gemeente Ar Rifa' wa al Mintaqah al Janubiyah, waarna het tot 2002 een eigen gemeente vormde, alvorens de gemeenten werden vervangen door de gouvernementen. De naam is afgeleid van president Hamad ibn Isa Al Khalifa.

## Ligging
De stad ligt op 18 kilometer van de hoofdstad Manamah en 20 kilometer van de internationale luchthaven Bahrein. Andere steden in de buurt zijn Al Zallaq en Riffa. De stad ligt nabij het formule 1-circuit van Bahrein (het grootste van het Midden-Oosten) in de Sakheer.

## Geschiedenis, economie en onderwijs
Madinat Hamad werd opgezet in 1984 als een 'huisvestingsstad', waar sociale woningen werden gebouwd voor mensen die de alsmaar stijgende huisprijzen in andere delen van het land niet langer konden opbrengen. In de stad bevinden zich 28 rotondes en de adressen van de huizenblokken verwijzen naar het nummer van de dichtstbijzijnde rotonde. In 1990 stelde Bahrein het land open voor Koeweitische vluchtelingen van de Golfoorlog, die in Madinat Hamad gratis toegang kregen tot huizen en scholen en hen toestemming gaf om de sociale voorzieningen van de stad te gebruiken. Met het einde van het conflict vertrokken de meeste Koeweiti's begin 1991 weer terug naar hun land. In 2001 werden de sociale woningen gratis weggegeven aan de bevolking van de stad.
Veel inwoners uit de stad werken in Manamah en Madinat Hamad is dan ook vooral een slaapstad. Er bevindt zich wel een groot winkelcentrum met de naam Sooq Waqif, waar zich veel winkels bevinden, die werk bieden aan een deel van de bevolking.
De belangrijkste campus van de Universiteit van Bahrein bevindt zich eveneens in de stad.